# Église évangélique La Mission de Besançon
Vous lisez un « bon article » labellisé en 2011.
L'église évangélique La Mission de Besançon est une église évangélique pentecôtiste située à Besançon, en France. Elle est affiliée à l’Union des Églises missionnaires.
L’église a été confrontée à de nombreuses controverses pour ses méthodes de financement et de culte, mais a obtenu de la Cour européenne des droits de l'homme l'annulation de la taxation sur les dons manuels en 2013 et a reçu un montant de 387 722 euros pour « préjudice matériel ». Elle a été qualifiée de secte dans les Commissions d'enquête parlementaires sur les sectes en France en 1995 et en 1999. Les milieux évangéliques et universitaires la considèrent comme une église évangélique classique, bien que plus fervente.
Dès sa fondation elle suscite l'intérêt des fidèles comme des hommes d'Église, et son influence croît ainsi rapidement jusque dans les années 1980, l'Église s'installant dans de nombreuses villes en France et rassemblant entre 2 000 et 4 000 membres en 2005 dont 600 à Besançon, bien que l'on note une stabilisation de ce succès à partir des années 1990. Mais une affaire de mœurs éclate en 2005, éclaboussant le mouvement et ses dirigeants et mettant fin à son activité globale avec une division des temples et un brutal déclin du nombre de fidèles à partir de 2006. Néanmoins, l'Église évangélique de Besançon et bon nombre d'autres églises sœurs en France sont encore en activité, bien que quasiment toutes n'aient plus la même importance que jadis.
L'Église a été connue sous différentes appellations : La Mission à sa création ; Église évangélique de Pentecôte de Besançon ou Mission de Pentecôte de Besançon puis Pentecôte de Besançon en 1999 (appellation non officielle), Église évangélique missionnaire de Besançon, avant de prendre son nom actuel en 2020.

## Histoire

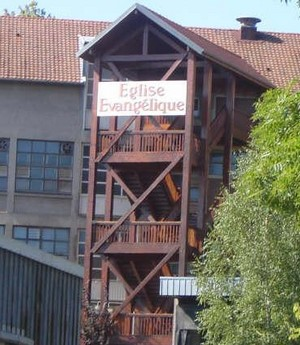
Vue du siège de l'Église à Besançon, au 4 rue Larmet.

L'Église est fondée par le pasteur Aldo Benzi en 1963, sous le nom La Mission. Par la suite, Benzi fut remplacé peu de temps à la présidence de l'Église de Besançon par le pasteur Samuel Nicole, puis par René Kennel,,.
À l'apogée de son rayonnement national à la fin des années 1990 et au début des années 2000, l'Église de Pentecôte de Besançon va être dissoute et décliner aussi rapidement qu'elle avait progressé, à la suite d'une affaire de moeurs : le fils de René Kennel, le pasteur Étienne Kennel, est en effet accusé d'avoir commis l'adultère en 2005, ce qui provoque son exclusion en janvier 2006. Son père, refusant de quitter son poste de dirigeant, n'a d'autre choix que d'accepter la dissolution de la Fédération Évangélique libre de Pentecôte votée par une majorité de membres et de pasteurs de l'organisation. Cette institution disparaît officiellement le 25 novembre 2006, mais 14 autres lieux de cultes décident de se réorganiser en une Union des Églises missionnaires dont le siège est à Châlons-en-Champagne; quant aux autres Églises, elles deviennent indépendantes, celle de Besançon s'étant réenregistrée sous le nom d'Église évangélique. En 2020, elle a été renommée « Église évangélique La Mission de Besançon ».

## Croyances
Elle est membre de l’Union des Églises missionnaires.
René Kennel définit ainsi son Église : « Nous sommes des chrétiens, certes minoritaires. Nous nous situons à la croisée des courants pentecôtiste et mennonite ». Dans le même esprit, la sociologue Danièle Hervieu-Léger estime que ce mouvement est né de « la rencontre entre un courant de sensibilité évangélique à l'intérieur de l'Église réformée d'Alsace et de Lorraine, et un courant mennonite français issu de la tradition de l'anabaptisme pacifique ». Sébastien Fath, spécialiste du protestantisme évangélique, explique que la Confession de foi acceptée par cette Église atteste largement de son orientation « évangélique » au sens qu'a pris habituellement ce mot pour désigner, d'une manière générale, les Églises issues du protestantisme dont la particularité est de professer un militantisme religieux à un très haut degré. L'Église valorise tout particulièrement la conversion, l'activisme, le biblicisme et le crucicentrisme (caractère central de la crucifixion de Jésus de Nazareth),. L'action de cette Église « s'inscrit dans l'itinéraire d'un pasteur venu du protestantisme évangélique (mennonite), rallié dans un second temps, plus spécifiquement, à l'orientation pentecôtiste » ; par ailleurs, l'assemblée locale jouissant d'une grande autonomie, l'Église se rapproche également dans ses procédures du type congrégationaliste. Laurent Amiotte-Suchet considère le mouvement comme proche des Assemblées de Dieu mais historiquement rattaché à la seconde vague pentecôtiste en Europe durant les années 1970-1980 tandis que John Gordon Melton, dans son livre Encyclopedia of Protestantism, le décrit simplement comme une l'un des plus récents groupes protestants. D'après la Fédération protestante de France, ce groupe offre un « pentecôtisme classique et très structuré ayant peu de contacts avec les autres églises ». L'association anti-sectes CCMM déclare que cette Église « relève du mouvement pentecôtiste classique, apparu en France dans les années 1950 et qui comprend aujourd'hui différents groupements ».

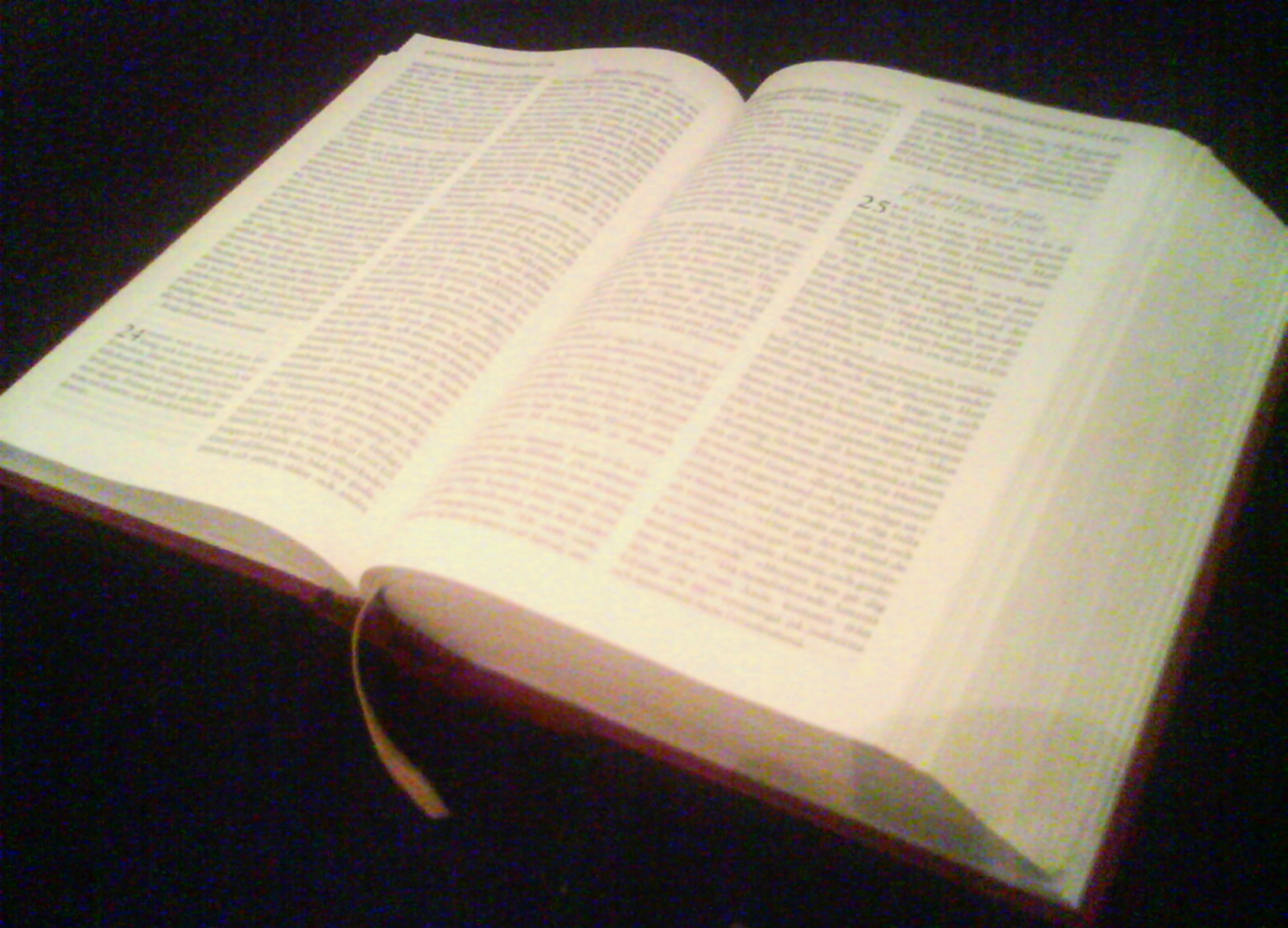
À l'instar d'autres organisations pentecôtistes, l'Église de Besançon considère la Bible comme la parole même de Jésus.

## Pratiques et activités
Tous les membres participent activement à l'évangélisation, tant de façon individuelle (dans leur entourage familial, amical et professionnel) que collective (visites domiciliaires, campagnes organisées sous des chapiteaux sur des places publiques,). Néanmoins, le groupe certifie ne pas pratiquer de prosélytisme auprès des populations qui sont déjà de confession chrétienne. Cependant, après plusieurs polémiques, l'Église insiste moins sur l'aspect miraculeux de certaines guérisons en public, mais reste complète sur la parole divine. En outre, le prosélytisme dans les hôpitaux ainsi que le fonctionnement des haut-parleurs dans les rues adjacentes de l'Église sont désormais totalement proscrits
Les femmes doivent avoir les cheveux voilés pendant les prières. De nombreux témoignages sont apportés par des membres convaincus, et l'abnégation de Kennel face aux obstacles rencontrés pour prêcher la bonne parole est porté au rang d'exemple à suivre. Laurent Amiotte-Suchet note que les témoignages des fidèles a pour but de renforcer la foi des convertis, notamment de par leur style commun consistant à faire la critique d'une vie passée d'errance, d'échec, de déception ou de malheur, jusqu'au moment où Dieu apparaît dans sa vie. Le nouveau converti doit alors s'imprégner pleinement des valeurs spirituelles de l'Église et s'y engager significativement pour son fonctionnement. Enfin, la conversion apporte également une possibilité d'extension du réseau de par les liens qu'entretient le nouveau fidèle avec des proches, possibles futurs convertis.

### Autres activités
Outre les pratiques strictement cultuelles, l'Église encourage ses fidèles à venir en aide aux personnes en difficulté et à les soutenir, tant par des actions supervisées par l'Église elle-même que par des initiatives personnelles. Au sein du groupe, des bénévoles s'engagent dans diverses actions sociales effectuées de façon permanente ou ponctuelle : dons matériels aux pauvres (vêtements, nourriture…), soutien social dans les démarches administratives, la recherche de logement ou d'emploi et par la mise en relation avec les services sociaux, visites aux personnes âgées, aide humanitaire principalement pour les pays défavorisés d'Europe de l'Est, collectes de vêtements pour les démunis, repas pour les personnes seules et/ou nécessiteuses à l'occasion des fêtes de fin d'année, etc,. En outre, l'association organise chaque semaine diverses activités récréatives et/ou pédagogiques gratuites à l'intention des adultes comme des enfants : sports (football, ping-pong, volley-ball, badminton, pétanque), pièces de théâtre, jeux de société, activités manuelles, chant, pratique d'instruments de musique, sorties en plein air (randonnées, circuits touristiques, pique-niques, visites de musées…). Tous, y compris les non membres, peuvent y prendre part.

## Structuration

### Organisation
L'organisation est comparable à une congrégation religieuse de par l'autonomie des assemblées locales. Cependant, l'église de Besançon avait un rôle de dirigeant formant une caractéristique centraliste, les autres lieux de culte étant considérés comme de simples églises annexes ; ainsi, Amiotte-Suchet souligne que « l'esprit fédérateur est beaucoup plus coercitif que celui d'autres groupes protestants ». Le mouvement avait préconisé la présence de chaque pasteur tous les mois à une réunion encadrée par une équipe dirigeante (René et Étienne Kennel, six fidèles nommés et des adeptes masculins membres depuis plusieurs années) afin de discuter de la théologie de l'Église et d'appliquer une politique commune. Chaque année, un stage d'une semaine est donc organisé dans l'une des églises appartenant à la Fédération Évangélique Missionnaire ; nommée « École Bénédiction », cette formation intensive biblique se compose de prières, d'enseignements religieux et historiques, de récitation de cantiques, de projections cinématographiques et de débats. En 2005, René Kennel était président, Daniel Gloeckler vice-président et porte-parole de l'Église, Étienne Kennel secrétaire, et R. Cuenot trésorier de la fédération,.
Selon le rapport parlementaire de 1999, l'Église utilise une association pour enseigner les arts et produire des objets, une autre baptisée « SOS Espérance » créée à Vesoul pour aider les personnes souffrantes, une autre nommée « groupe Flambo » donnant régulièrement des concerts musicaux sous chapiteau à des fins d'évangélisation, et une société civile « La Bergerie », installée à Besançon, utilisée pour la gestion immobilière. Elle possède aussi une maison d'impression qui publie des écrits pour le culte et l'évangélisation, dont le bulletin trimestriel L'oreille du concierge publié depuis 2000. Le siège général de l'Église a toujours été à Besançon, d'abord rue Battant puis rue de Belfort, avant d'intégrer en 1994 les bâtiments actuels, au numéro 4 rue Larmet, achetés quatre millions de francs.

### Implantation en France

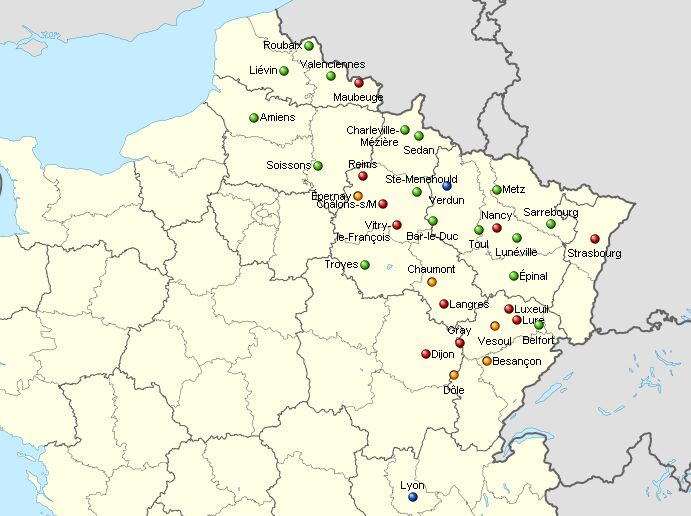
Carte des églises de la Pentecôte de Besançon, avant sa dissolution.

Entre 1977 et 1988, l'Église de Besançon a connu une expansion significative mais limitée au territoire français, à tel point que le professeur Grace Davie la définit comme ayant atteint le stade d'une confession religieuse. L'Église est principalement présente dans l'est de la France et dans une moindre mesure dans le nord, ce qui amène l'association anti-sectes CCMM à qualifier ce mouvement de « grosse secte régionale qui a aujourd'hui essaimé dans tout l'est de la France. » Il y avait 24 lieux en 1996 selon la liste dressée par Commission parlementaire ; néanmoins, l'Église admet que cette liste était incomplète (il en manquait alors trois) et erronée (huit appartenaient à d'autres Églises membres de la FEM,). Le mouvement comportait à son apogée en 2005 entre 30 et 40 lieux de culte environ dirigés par une trentaine de pasteurs.

### Effectifs
En 1983, on comptait 150 pratiquants à Besançon et de 400 à 600 en 1989. Les estimations de la Commission parlementaire variait entre 500 et 2 000 membres en 1995, et en 2000 l'organisation déclare la présence de 2 800 personnes régulières. Fath compte au moins 4 000 membres dont 500 pratiquants actifs en 2005, alors qu'Amiotte-Suchet en rapporte 2 400 dont 37 pasteurs en 2006, après le scandale sexuel qui a éclaboussé l'institution. Il note aussi que les polémiques diverses sur l'Église ont globalement contribué à sa décroissance, précisant qu'après 1988 le nombre de baptêmes (estimés à environ 50 par an) étaient justes suffisants pour compenser les fidèles quittant l'Église. Après le scandale de 2005, il y eut un déclin important notamment dans l'assistance aux offices de Besançon, qui a chuté à 70 personnes.

## Controverses et polémiques

### La polémique sectaire

#### Les rapports parlementaires
Cette Église est qualifiée de secte dans les rapports parlementaires n°2468 de décembre 1995 et n°1687 de juin 1999, étant donc censé remplir au moins un des dix critères d'indices sectaires retenus par la commission parlementaire,. Le rapport de 1995 indique que le type dominant de l'Église est « évangélique » et son type associé « guérisseur », qu'elle se range parmi les « groupes évangéliques les plus actifs (...), souvent animés par d'authentiques pasteurs ayant basculé dans le rôle de gourou » et qui « profitent toujours des libertés offertes par les structures protestantes officielles pour prospérer à leur lisière ».
Aucune autre Église locale rattachée à l'Union des Églises missionnaires à laquelle adhérait l'assemblée bisontine n'a été retenue dans la liste des sectes, bien que ces mouvements aient tous sensiblement la même stratégie d'implantation territoriale, les mêmes doctrines et pratiques, et sont animés d'un esprit missionnaire semblable. Ces deux rapports et la liste de sectes sont dénués de valeur juridique, et ont fait l'objet de nombreuses critiques de la part d'historiens des religions, de sociologues, d'universitaires ou d'associations de défense de la liberté de croyances ; quant à la liste de sectes, une circulaire de mai 2007 du Premier ministre Jean-Pierre Raffarin et une déclaration du secrétaire de la MIVILUDES Gilles Bottine ont recommandé de ne plus s'y référer,.

#### Les associations de lutte contre les sectes
Plusieurs associations de lutte contre les sectes, dont le CCMM et l'UNADFI, partagent l'avis défavorable de la commission à propos de cette Église. Par exemple, l'antenne locale du CCMM a mené une intense campagne contre le groupe par des mises en garde médiatiques répétées, et la présidente de l'UNADFI, Catherine Picard, a aussi affirmé que celui-ci constituait bien une secte. Des universitaires constatent que les griefs retenus contre l'Église bisontine constituent le schéma-type des accusations portées habituellement à l'encontre des mouvements jugés sectaires et présentent des similitudes avec les reproches faits au XIXe siècle contre des groupes d'obédience protestante, tels les baptistes.
Parmi les reproches (principalement formulés par le CCMM) à l'encontre de cette Église, on trouve,, : ses méthodes de recrutement qui s'apparentent selon lui à un prosélytisme forcené : démarchage à domicile, dans les établissements hospitaliers et psychiatriques, dans les écoles, dans les transports en commun et sur la voie publique (par distributions de tracts), évangélisation en salle et sous chapiteau, investissement de villages avoisinants par des groupes de plusieurs dizaines de fidèles ; son évangélisation principalement orientée en direction des personnes en difficulté (personnes âgées, seules, jeunes, malades, dépressifs…) ; à cet égard, des tracts déclarent notamment : « Si vous souffrez physiquement, si vous souffrez moralement, si la vie vous déçoit d'une manière ou d'une autre, venez [à telle adresse], appelez [tel numéro] » ; son interprétation fondamentaliste de la Bible (pas de critiques textuelle et archéologique) et son utilisation abusive de passages bibliques jugés tronqués ou sortis de leur contexte, avec des explications estimées simplistes, pour appuyer sa vision doctrinale ; son approche le plus souvent masquée lors de l'évangélisation, le nom de l'Église ne figurant pas dans les écrits distribués ; la pression qui serait exercée sur les futurs membres afin qu'ils s'engagent au plus vite dans le mouvement ; d'ailleurs, les conversions très rapides et définitives sont particulièrement fréquentes ; la rupture des fidèles avec leur famille non-convertie, l'Église étant donc jugée responsable de drames familiaux (divorces, séparations…) ; le comportement uniforme de ses adeptes qui auraient perdu leur personnalité et leur sens critique : langage et habillement communs ; l'éducation religieuse des enfants des fidèles qui est assimilée à de l'embrigadement et de la manipulation mentale ; les interdits propres au groupe : rejet de la musique, de la télévision, absence de maquillage et de pantalon pour les femmes, qui doivent en outre avoir les cheveux longs recouverts d'un foulard, etc ; les transes collectives lors du culte (répétition des prières par tous les fidèles dans un climat jugé hystérique), l'Église étant ainsi accusée de jouer sur la fibre émotionnelle ; le rejet de la société présentée comme étant diabolique, ce qui entraînerait une rupture avec le milieu d'origine et une désocialisation des fidèles ; ses nombreux appels aux dons auprès des membres, ce qui enrichirait exagérément le groupe, ainsi que de prétendues ressources occultes ; les guérisons dites miraculeuses par imposition des mains pratiquées par René Kennel, qui sont présentées comme spectaculaires, mais invérifiables, non scientifiques, et pouvant donc être préjudiciables pour la santé des membres ; d'ailleurs, sur les tracts d'invitation de l'assemblée pentecôtiste, on peut parfois lire le témoignage d'un fidèle qui déclare avoir été guéri miraculeusement d'un cancer ; l'emprise très forte qu'elle exercerait sur ses fidèles (investissement important dans la communauté, culpabilisation permanente, endoctrinement perpétuel...) ; le manque de qualification de son dirigeant actuel, qui aurait reçu une formation théologique de quinze jours) ; ainsi sa nature chrétienne voire religieuse qui est parfois remise en question.
D'après le délégué du centre du CCMM de Vesoul, ces critiques sont fondées sur des faits : il a lui-même recueilli des témoignages convergents de familles d'adeptes et d'anciens fidèles révélant leur parcours douloureux au sein de cette Église. Souhaitant montrer que les dérives sectaires de l'assemblée pentecôtiste ne sont pas le fait de cas exceptionnels mais une constante, il déclare que la position du CCMM contre ce mouvement « ne résulte pas d'un seul témoignage, mais d'une accumulation d'attestations, d'entretiens, dont quelques exemplaires ont été versés devant les tribunaux » ; en réponse à un examen de l'Église par le journaliste et ancien salarié de Reporters sans frontières Benoît Hervieu-Léger pour qui le seul cas du site de Besançon aurait suffi à mettre en cause toute l'association, ce délégué du CCMM certifie que les doléances proviennent également d'autres sites, signalant une action déclenchée à Vesoul. L'association note également des similarités avec la Mission du Plein Évangile - La Porte Ouverte Chrétienne.

#### Les médias
Les médias ont dans l'ensemble relayé les griefs formulés par les rapports parlementaires et les associations de lutte contre les sectes, présentant cette Église comme une secte dangereuse et proposant des témoignages accablants d'ex-adeptes. Dès 1988, la presse locale a mis en garde la population contre les adeptes, affirmant : « Ils procèdent par racolage dans les rues et profitent des gens au creux de la vague à qui ils promettent du travail ou la guérison : la situation est grave car elle prend une ampleur assez cinglée ». Le journal régional L'Est républicain a publié des articles très critiques au sujet de l'Église, dénonçant ses guérisons dites miraculeuses, qualifiant son action de « virulente et prosélyte », assimilant les futurs membres à des victimes, questionnant le statut et la formation de pasteur de René Kennel et insistant sur le caractère fondamentaliste des croyances. À plusieurs reprises, ce quotidien a présenté le témoignage d'une ex-fidèle qui avait fréquenté le groupe de 1983 à 1986 et affirmait avoir dû rompre de façon brutale avec son ancien mode de vie, ce qui était présenté comme déstabilisant et symptomatique d'un groupe sectaire. Voulant réagir à ces accusations, René Kennel a demandé un droit de réponse, mais dans un courrier en date du 15 novembre 1991, la direction du journal le lui a refusé. De son côté, Fath relève le vocabulaire à connotation volontairement négative utilisé par la presse, révélant un parti pris, et fait remarquer qu'elle ne fait que reprendre les arguments du CCMM tout en les amplifiant.
En juillet 1994, un ex-membre manifestement ivre a détruit du mobilier appartenant à l'Église à Langres. Dans un article, Massimo Introvigne, spécialiste des nouveaux mouvements religieux, affirme que les associations anti-sectes et la majorité des médias ont rapidement pris le parti de l'ancien fidèle, le présentant comme la « victime » d'une « secte ». Lors de l'émission Ça se discute diffusée le 25 mai 2005 et abordant le thème de la manipulation mentale, un père a témoigné défavorablement à propos de cette Église, sa fille de neuf ans étant restée avec sa mère au sein de ce mouvement, et étant selon lui « lobotomisée », « dans son monde à elle », « ten[ant] des discours incohérents pour son âge ». Atteint d'un cancer deux ans plus tôt, le père a expliqué que sa fillette avait essayé de le soigner par imposition des mains, et le considérait désormais comme un menteur, un pécheur, et un « suppôt de Satan » en raison de son homosexualité. Il a dit également avoir été stupéfait lorsqu'il qu'il a trouvé le journal intime de sa fille, dans lequel elle parle de sa mort prochaine, voulant rejoindre le ciel où elle retrouvera ses grands-parents. Un psychologue aurait affirmé que la petite fille, qui a d'après lui perdu tout esprit critique et toute réflexion, mettrait des années à se reconstruire. Par ailleurs, le père a critiqué le prosélytisme de sa fille dans le milieu scolaire, déploré le manque d'ouverture d'esprit du groupe en raison de l'interdiction de regarder la télévision et d'écouter de la musique, et critiqué la place dévalorisante des femmes dans l'assemblée pentecôtiste, qui seraient réduites au rôle de la reproduction. Pour sa part, l'association de défense des libertés religieuses et de conscience CICNS reproche à ce reportage l'absence de débat contradictoire.

### Stratégie défensive de l'Église
Mise en accusation par la commission d'enquête parlementaire et par les associations de lutte contre les sectes, d'où son image ternie auprès d'une grande partie de l'opinion publique, l'Église pentecôtiste a développé une large communication avec toutes les autorités susceptibles d'améliorer sa situation.

#### Appels aux universitaires
L'Église a d'abord largement ciblé tous les chercheurs reconnus par les instances universitaires ayant travaillé sur des sujets en lien avec la situation qu'elle vivait alors (historiens et des sociologues spécialisés sur la sécularisation, la laïcité, les questions religieuses contemporaines et le pluralisme religieux), le but étant qu'ils effectuent une étude sur le groupe et lui apportent un soutien, comme en témoigne une lettre du porte-parole de l'Église adressée à un sociologue. Jean Baubérot, Roland Campiche, Jean Séguy ou encore Jean-Paul Willaime, Massimo Introvigne, Bernard Blandre, Philippe Laburthe-Tolra (professeur émérite et doyen honoraire de la Faculté des sciences humaines et sociales de la Sorbonne), Émile Poulat, Pierre Chaunu et François-Georges Dreyfuss (spécialistes du protestantisme), entre autres, ont été contactés,.

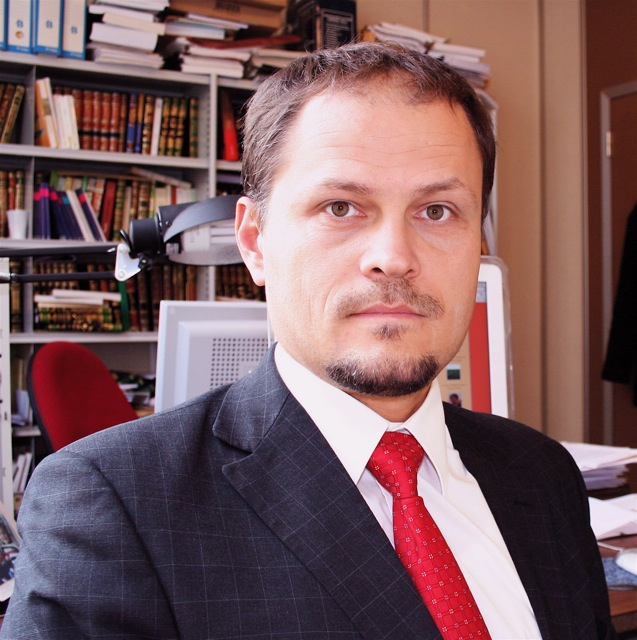
Sébastien Fath, historien spécialisé dans l'étude du protestantisme évangélique. Il a fait partie du groupe d'étude universitaire à propos de l'Église.

Les universitaires ont majoritairement désapprouvé la désignation de « secte » attribuée à l'Église : par exemple, la sociologue Danièle Hervieu-Léger a estimé qu'il s'agissait là d'une « décision aberrante »; de même, Sébastien Fath, historien français spécialiste des mouvements protestants évangéliques, a jugé cette Église, tout comme l'Office culturel de Cluny, « un peu radica[le] mais globalement inoffensi[ve] » ; il a noté qu'elle n'a jamais été poursuivie en justice pour un quelconque délit, qu'elle ne présentait pas selon lui la dangerosité de mouvements sectaires comme l'Église de Scientologie, et a estimé que, du fait de sa croissance rapide, de sa visibilité maximale, de son évangélisation très active et de ses offices fréquents et très animés, l'Église était en réalité principalement attaquée en raison de sa dimension militante et très prosélyte. Selon Amiotte-Suchet, l'influence des pasteurs sur les fidèles était loin d'être aussi coercitive que les critiques le prétendaient, tandis que selon Émile Poulat, « on peut débattre pour savoir si [cette Église] est une secte au sens wébérien [le sens sociologique] ; elle ne l'est sûrement pas au sens populaire et parlementaire ». Contactées par les universitaires en vue d'un documentaire relatif à l'assemblée bisontine, l'UNADFI et le CCMM n'ont pas souhaité apporter leur contribution. Dans un courrier daté du 2 octobre 1998, Alain Vivien, écrivant au nom du CCMM, n'a apporté aucune précision sur l'Église, affirmant que les universitaires étaient mieux placés pour connaître les détails relatifs au groupe puisqu'ils l'étudiaient. Quant au Centre d'Études sur les Nouvelles Religions, il a déclaré que le mouvement ne présentait rien de clairement problématique, mais était néanmoins critiquable notamment de par sa non-affiliation à des organismes tels que le Conseil œcuménique des Églises.

#### Appels aux instances religieuses
Outre la création de contacts avec les autorités ecclésiales catholiques, l'Église s'est rapprochée de la Fédération protestante de France : cette démarche constituait un enjeu stratégique susceptible de dissiper la suspicion pesant sur l'Église, comme en témoigne un courrier d'Antoine Guerrier De Dumast, président de l'Observatoire interministériel sur les sectes. La Fédération protestante de France a accepté de rencontrer Daniel Gloeckler à Châlons-en-Champagne, et Étienne et René Kennel à Besançon ; elle a d'abord émis des réserves sur l'Église et lui a exprimé un refus de l'intégrer immédiatement en son sein, ne souhaitant pas servir de « parapluie » contre les accusations de sectarisme portées à son encontre, mais a accepté d'établir, dans sa session du 4-5 octobre 1997, un dialogue bilatéral avec cette Église. Elle a encouragé l'Église à développer plus de liens œcuméniques : par exemple, dans un courrier en date du 25 juin 1996, le baptiste Louis Schweitzer, alors secrétaire général de la FPF, lui a conseillé « d'établir avec les autres, Églises ou pouvoirs publics, des relations détendues voire lorsque cela est possible de communion fraternelle » ; elle a aussi déploré, dans un communiqué du 22 janvier 1998, sa qualification de secte qui lui a été attribuée. Elle a accompagné les représentants de cette Église afin qu'ils aient connaissance des raisons de son inscription dans la liste des sectes et des démarches pour la supprimer de cette liste, mais apprit que celle-ci avait été établie sur la seule foi de l'enquête des Renseignements généraux et que rien ne pouvait désormais être modifié.
Plusieurs personnalités du monde protestant ont exprimé des avis favorables sur l'Église, notamment Georges Mailler de l'Armée du salut, Hubert Bost de l'Institut protestant de théologie ou encore Alain Deheuvels, directeur de La Cause. Le pasteur Jean-Arnold de Clermont, président de la FPF, a émis des critiques sur le rapport parlementaire de 1995 notamment à cause de la classification de secte de ce mouvement,. Toutefois, depuis son rapprochement avec la FPF, l'Église affirme que les tensions dont elle se sentait victime se seraient apaisées.

#### Appels à l'État
L'Église a multiplié les démarches auprès de toutes les instances locales et nationales directement ou indirectement en lien avec sa réputation de secte : tribunaux administratifs (notamment pour le dégrèvement de la taxe foncière sur son édifice religieux), municipalités, services fiscaux, etc ; elle a par ailleurs demandé à connaître les griefs à son encontre qui avaient conduit à l'inscrire sur la liste des sectes. Pour cela, elle a adressé plusieurs courriers au député Alain Gest, membre de la Commission parlementaire sur les sectes, lequel, dans ses correspondances, s'est retranché derrière le rapport qu'il a présenté comme une référence désormais non modifiable, s'est référé aux notes fournies par les Renseignements Généraux sans préciser leur contenu, a déclaré son intention de s'adresser au Ministre de l'Intérieur Jean-Louis Debré pour obtenir des « compléments d'informations » à ce sujet (courrier du 19 avril 1996), puis a conseillé au pasteur René Kennel de s'adresser à l'Observatoire interministériel sur les sectes (courrier du 21 mai 1996). Les pasteurs de l'Église René et Étienne Kennel, Daniel Gloeckler et Raymond Cuenot ont ainsi pu rencontrer le président de cet Observatoire, le préfet Antoine Guerrier de Dumast, lors d'un entretien le 4 juin 1997, la magistrate et conseillère technique Marie-Jeanne Vieillard étant également présente. L'Église a également écrit à Jacques Guyard, lequel l'a redirigée vers Alain Vivien, et a fait appel au Centre Européen de Droit et Justice, un think-tank chrétien conservateur, afin de protéger sa liberté de religion et de conviction devant la Cour européenne des droits de l'homme

#### Explications avancées par l'Église
L'Église s'est dit surprise de sa stigmatisation car à la fin des années 1980, Alain Vivien, alors député et dirigeant du CCMM (et futur président de la MILS), avait déclaré à l'occasion d'un entretien avec des représentants de ce mouvement à Épernay (Marne) qu'il ne le considérait pas comme une secte. Pour justifier la mise à l'index de l'Église, Daniel Gloeckler, son porte-parole, évoque le fait qu'un beau-père, très catholique et vice-président du CCMM, n'aurait pas apprécié que son gendre devienne pasteur dans ce groupe; les ennuis du groupe se seraient par la suite amplifiés « lorsque plusieurs futurs prêtres [de l'Église catholique] du petit séminaire de la ville se seraient convertis à leur tour », version démentie par le CCMM. L'Église a été également dénoncée comme secte par Christian Bramard, un éducateur de rue très hostile au groupe, ainsi que « par d'autres évangéliques soucieux d'être en bons termes avec les élus », selon un site évangélique, allusion probable à Gérard Dagon entre autres, pasteur de l'Église évangélique de Crischona et cofondateur en 1998 de l'association Vigi-Sectes, qui a reconnu avoir émis de grandes réserves sur les doctrines du pentecôtisme lors de son audition devant la commission parlementaire de 1995, mais affirme n'avoir « jamais dit que l'Église de Besançon méritait d'être qualifiée de secte ». De plus, l'Église a déploré l'absence de débat contradictoire, ayant demandé sans succès une audition lors de l'élaboration du deuxième rapport parlementaire, a signalé des discriminations après la publication du rapport de 1995, notamment des refus successifs de permis de construire, et dit avoir dépensé en dix ans 82 000 euros en frais juridiques pour se défendre. En 2003, elle fut l'un des quinze groupes religieux minoritaires français ayant accepté de participer à un sondage réalisé par le Centre pour l'étude des nouvelles religions à propos d'un changement éventuel de politique du gouvernement de la droite modérée vis-à-vis des mouvements jugés sectaires.

## Actions judiciaires
Dans un jugement du 29 septembre 1986 ayant trait à la garde d'un enfant de six ans, le tribunal de grande instance de Besançon a décidé de confier l'enfant au père non membre de la communauté plutôt qu'à la mère, alors fervente fidèle de celle-ci. Le tribunal qualifie l'Église de secte et affirme qu'il serait dangereux de placer la résidence de l'enfant chez la mère, précisant que toutes « les personnes affiliées [au mouvement] subordonnent leur comportement de chaque instant aux préceptes de leurs croyances, font œuvre de prosélytisme, et n'hésitent pas à associer parfois de très jeunes enfants à leurs réunions et pratiques religieuses », estimant que les offices quotidiens donnaient lieu « à des scènes de grandes exaltations, voire d'hystérie ».

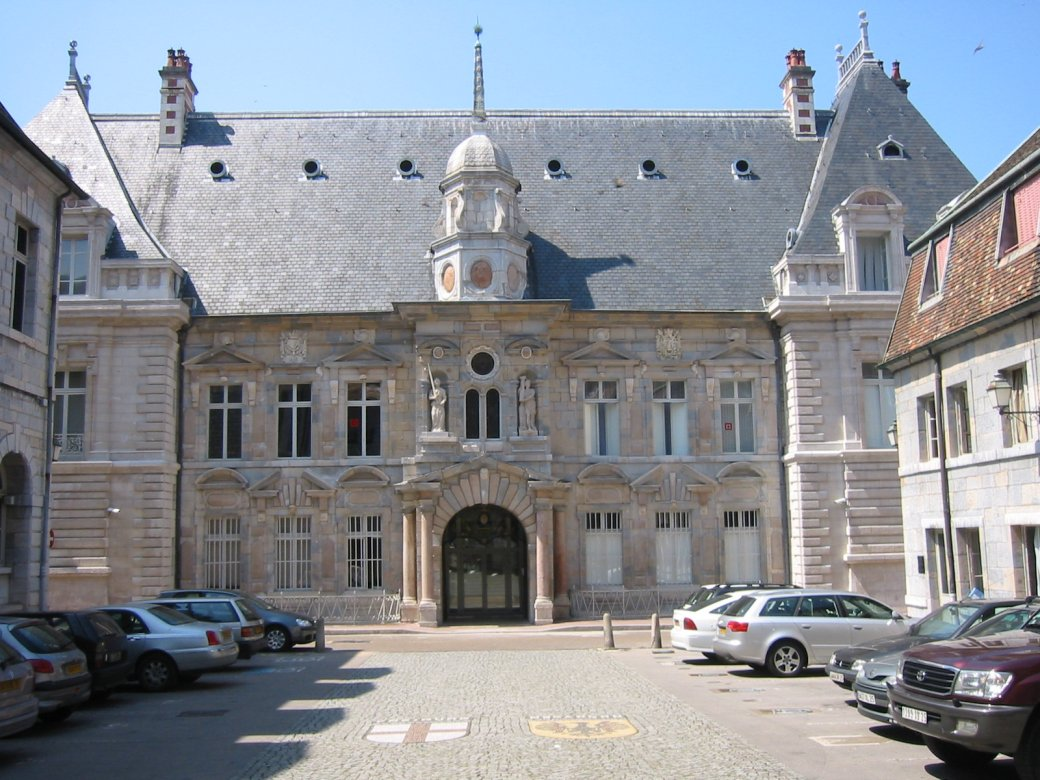
Le palais de justice de Besançon a jugé la grande majorité des affaires judiciaires liées à l'Église.

En 1992, le CCMM a été à deux reprises poursuivi en justice par l'Église au motif de diffamation : une première plainte a été déposée le 4 février 1992 à la suite d'une lettre du CCMM dans laquelle le mouvement était qualifié de secte, mot accompagné de la définition suivante : « Groupement dont les activités sur autrui ont pour résultat une manipulation mentale notoire des esprits, une dégradation profonde de la personne humaine, parvenant à faire perdre aux gens tout sens critique en les enfermant dans de véritables ghettos intellectuels ». Le 16 juin 1993, le tribunal d'instance de Vesoul, puis le 24 mars 1994, la cour d'appel de Besançon ont débouté l'Église et l'ont condamnée à payer les frais de justice ainsi qu'à des dommages et intérêts versés au CCMM. Une deuxième plainte a été émise le 27 novembre 1992, le CCMM et le Centre Information Jeunesse (CIJ) de Haute-Saône ayant diffusé un écrit intitulé Sectes, le pouvoir de dire non qui critiquait l'Église notamment sur ses méthodes de recrutement, ; là encore, celle-ci a été déboutée et condamnée sans être autorisée à interjeter appel conformément à l'arrêt du 24 mars 1994 de la Cour d'appel de Besançon. À la suite de l'inscription comme secte de cette Église, la Direction générale des impôts a contesté son statut cultuel au sens de la loi de 1905, estimant qu'elle faisait preuve de mauvaise foi en prétendant constituer une association cultuelle, arguant que « l'association se consacre au prosélytisme. Elle n'a donc pas pour but exclusif la célébration d'un culte » ; de ce fait, le 20 décembre 1996, l'Église reçut une notification de redressement fiscal à la suite d'une taxation sur les dons manuels qu'elle avait reçus, le montant de cette imposition s'élevant alors à plus de 600 000 francs et atteignant, deux ans plus tard, 2,6 millions de francs avec les pénalités de retard. L'Église a cherché par tous les moyens juridiques possibles à faire annuler cette décision qu'elle estime discriminatoire, tandis que le sociologue Régis Dericquebourg a qualifié cette taxation de « harcèlement administratif et fiscal »,.
Des pourvois en cassation ont été formés, mais sans succès : l'arrêt de la Cour de cassation du 24 janvier 1996 déclarait : « Les atteintes à [l']honneur et [à la] considération [de ladite Église] constituent un dommage futur relevant de l'hypothèse ou de la conjecture. (...) Nul reproche ne peut être fait au CCMM lorsqu'il appelle 'secte' l'Église évangélique de la Pentecôte, s'agissant là de la dénomination habituelle des groupes minoritaires se distinguant des Églises traditionnelles. (...) Après avoir analysé les activités de l'Église évangélique d'après ses écrits et [avoir] énoncé que les croyances de cette Église peuvent légitimement faire l'objet de critiques et que rien ne permet de dire que le CCMM a fait de ce droit une utilisation abusive de nature à porter atteinte à l'honneur et à la considération de l'Église évangélique, le Tribunal a pu, hors de toute dénaturation, décider que le CCMM n'avait pas commis de faute ». L'arrêt du 9 octobre 1996 rapportait : « L'arrêt, qui retient que l'écrit du CCMM se borne à apprécier le caractère et les tendances d'une communauté religieuse, à signaler certaines de ses pratiques, notamment celles concernant la guérison des maladies et ses modes de recrutement par l'intermédiaire d'organismes offrant du secours sans indiquer qu'ils sont des émanations de cette communauté, a, sans dénaturation, à bon droit, décidé que le CCMM n'avait pas commis de diffamation. Et attendu qu'ayant souverainement constaté que ni les imputations concernant l'Église évangélique ni les erreurs de mise en page n'avaient causé de préjudice à celle-ci, la cour d'appel, qui a répondu aux conclusions, a, par ce seul motif, légalement justifié sa décision ».
Le 30 septembre 1999, le tribunal administratif de Besançon a reconnu le statut religieux de l'Église et lui a accordé l'exemption d'impôt sur son lieu de culte,,. Dans une décision rendue le 2 octobre 2003, le juge du tribunal administratif a déclaré que le refus par le préfet d'accorder des dons et legs à l'Église n'a pas été étayé et qu'il pouvait donc devenir caduc. En 2008, le président de la MIVILUDES, Jean-Michel Roulet, a déclaré que les plaintes des fidèles contre Kennel au motif de mauvais traitements ont été classées sans suite.
Finalement, le 31 janvier 2013, la Cour européenne des droits de l'homme annula la taxation sur les dons manuels, attribua à l'Église et son président d'alors Éric Salaûn 387 722 euros au motif de « préjudice matériel » et condamna la France pour violation de la liberté de pensée, de conscience et de religion sur la base de l'article 9 article de la Convention européenne des droits de l'homme,.

## Financement
Le patrimoine de l'Église est présenté en annexe dans le rapport parlementaire de 1999, le mouvement faisant partie de ceux qui ont donné à la commission des « informations relativement précises ». Elle est considérée par le rapport comme une « petite » secte d'un point de vue fiscal, son budget annuel étant estimé entre 2,4 et 3,1 millions de francs selon l'exercice (total des dons respectivement de 1998 et de 1995), provenant essentiellement d'offrandes aux célébrations dominicales, de dons manuels et de prêts, de produits financiers et de revenus fonciers. Le patrimoine immobilier de l'Église est évalué à 15 millions de francs, et l'un des comptes bancaires à plus de deux millions de francs. Au 31 décembre 1998, l'actif net comptable de l'Église, constitué de biens immobiliers et de valeurs financières, atteignait 7,3 millions de francs, ses créances détenues par la comptabilité publique s'élevant alors à 5 392 francs. Selon le CCMM, les fidèles sont très souvent sollicités à donner sous forme de biens matériels ou de versements d'une partie de leurs revenus, les offrandes mensuelles ou trimestrielles étant encouragées dans l'article II des statuts de l'Union des Églises missionnaires ; selon l'association, les nombreux achats d'immeubles contractés par l'Église seraient le signe d'importantes rentrées d'argent.
Dans sa politique gestionnaire, l'Église déclare appliquer cinq principes : l'économie, la récupération, le dévouement, le bénévolat et la solidarité ; n'ayant pas de soutien financier extérieur, elle recourt au bénévolat de ses fidèles pour la construction, la réparation et l'entretien de ses lieux de culte. Sa principale source de revenus est issue des offrandes dominicales auxquelles s'ajoutent ponctuellement des prêts personnels sans intérêt et des dons pour un emploi déterminé de la part d'adeptes. Affiliés à la Caisse d'assurance vieillesse, invalidité et maladie des cultes, les pasteurs permanents reçoivent un salaire correspondant à cent vingt heures de travail mensuel, tandis que les pasteurs stagiaires et bénévoles ne perçoivent pas de salaire (tout comme René Kennel qui est retraité depuis septembre 1986) et travaillent à l'extérieur du groupe pour pourvoir à leurs besoins. Les comptes de l'Église sont intégralement publiés lors de la réunion mensuelle des membres, contrôlés par l'assemblée générale annuelle, par la commission financière de la FEM, par la Sécurité sociale (tous les trois ans) et parfois par des organismes administratifs,.

#### Laurent Amiotte-Suchet
1. ↑  Laurent Amiotte-Suchet, L'Église Évangélique de Pentecôte de Besançon, page 142.
2. ↑  Laurent Amiotte-Suchet, L'Église Évangélique de Pentecôte de Besançon, page 143.
3. 1 2  Laurent Amiotte-Suchet, L'Église Évangélique de Pentecôte de Besançon, page 152.
4. ↑  Laurent Amiotte-Suchet, L'Église Évangélique de Pentecôte de Besançon, page 98.
5. 1 2 3  Laurent Amiotte-Suchet, L'Église Évangélique de Pentecôte de Besançon, page 151.
6. ↑  Laurent Amiotte-Suchet, L'Église Évangélique de Pentecôte de Besançon, page 761.
7. 1 2  Laurent Amiotte-Suchet, L'Église Évangélique de Pentecôte de Besançon, page 148.
8. ↑  Laurent Amiotte-Suchet, L'Église Évangélique de Pentecôte de Besançon, page 251.
9. ↑  Laurent Amiotte-Suchet, L'Église Évangélique de Pentecôte de Besançon, page 141.
10. ↑  Laurent Amiotte-Suchet, L'Église Évangélique de Pentecôte de Besançon, page 261.
11. ↑  Laurent Amiotte-Suchet, L'Église Évangélique de Pentecôte de Besançon, pages 99, 100 et 101.
12. 1 2  Laurent Amiotte-Suchet, L'Église Évangélique de Pentecôte de Besançon, pages 265 à 276.
13. ↑  Laurent Amiotte-Suchet, L'Église Évangélique de Pentecôte de Besançon, pages 333 et 334.
14. ↑  Laurent Amiotte-Suchet, L'Église Évangélique de Pentecôte de Besançon, page 106.
15. ↑  Laurent Amiotte-Suchet, L'Église Évangélique de Pentecôte de Besançon, page 149.
16. 1 2 3  Laurent Amiotte-Suchet, L'Église Évangélique de Pentecôte de Besançon, page 147.
17. ↑  Laurent Amiotte-Suchet, L'Église Évangélique de Pentecôte de Besançon, page 289.
18. ↑  Laurent Amiotte-Suchet, L'Église Évangélique de Pentecôte de Besançon, pages 711 et 712.
19. ↑  Laurent Amiotte-Suchet, L'Église Évangélique de Pentecôte de Besançon, page 715.
20. ↑  Laurent Amiotte-Suchet, L'Église Évangélique de Pentecôte de Besançon, page 708.
21. ↑  Laurent Amiotte-Suchet, L'Église Évangélique de Pentecôte de Besançon, page 709.
22. ↑  Laurent Amiotte-Suchet, L'Église Évangélique de Pentecôte de Besançon, page 714.
23. ↑  Laurent Amiotte-Suchet, L'Église Évangélique de Pentecôte de Besançon, page 341.

#### Sébastien Fath
1. 1 2 3 4 5  Sébastien Fath, L'Église évangélique de Pentecôte de Besançon : le rôle des universitaires comme médiateurs, pages 300 et 301.
2. 1 2 3 4 5 6  Les Évangéliques en France, entre éparpillement et visibilité, par Sébastien Fath (consulté le 16 octobre 2011).
3. 1 2 3 4  Du ghetto au réseau : le protestantisme évangélique en France (1800-2005) par Sébastien Fath, Labor et Fides, 2005, pages 218 à 258  (ISBN 2830911393).
4. 1 2 3  Sébastien Fath, L'Église évangélique de Pentecôte de Besançon : le rôle des universitaires comme médiateurs, pages 297 à 320.
5. 1 2 3 4  Sébastien Fath, L'Église évangélique de Pentecôte de Besançon : le rôle des universitaires comme médiateurs, pages 302, 303 et 304.
6. ↑  Sébastien Fath, L'Église évangélique de Pentecôte de Besançon : le rôle des universitaires comme médiateurs, pages 308 et 309.
7. 1 2  Sébastien Fath, Évaluer les sectes et leur fondamentalismes dans le journal Laïcité de mars-juin 2001, Ligue des Droits de l'Homme.
8. ↑  Sébastien Fath, L'Église évangélique de Pentecôte de Besançon : le rôle des universitaires comme médiateurs, page 311.
9. ↑  Sébastien Fath, L'Église évangélique de Pentecôte de Besançon : le rôle des universitaires comme médiateurs, page 307.
10. ↑  Sébastien Fath, L'Église évangélique de Pentecôte de Besançon: le rôle des universitaires comme médiateurs, page 305, 318 et 319.
11. ↑  Sébastien Fath, L'Église évangélique de Pentecôte de Besançon : le rôle des universitaires comme médiateurs, page 313.
12. 1 2 3 4  Sébastien Fath, L'Église évangélique de Pentecôte de Besançon: le rôle des universitaires comme médiateurs, page 306.

#### Autres sources
1. ↑  Médias et religion — Mise en scène du religieux : quelle influence ? sur Choisir.ch (consulté le 15 octobre 2011).
2. ↑  Dissolution de la Fédération Évangélique libre de Pentecôte sur Journal-officiel.gouv.fr (consulté le 15 octobre 2011).
3. ↑  (en) L'Union des Églises missionnaires sur Eglises.org (consulté le 15 octobre 2011).
4. ↑  L'Église évangélique de Besançon sur Journal-officiel.gouv.fr (consulté le 15 octobre 2011).
5. ↑  Union des Églises missionnaires, Membres, udemfrance.com, France, consulté le 2 novembre 2023
6. 1 2 3 4 5 6 7 8 9 10 11 12 13 14 15  Magazine Réforme, hors série de juin 2000 : Sectes… entre panique et confusion.
7. 1 2  La religion en miettes ou la question des sectes, de Danièle Hervieu-Léger, Calmann-Lévy, 2001, page 20  (ISBN 2-7021-3192-1).
8. ↑  J. Gordon Melton, Encyclopedia of World Religions — Encyclopedia of Protestantism, New York, Facts on Files, 2005, 233, 234 (ISBN 0-8160-5456-8, lire en ligne)
9. 1 2  Pour dialoguer : Fédération Protestante de France et Églises candidates à une adhésion à la FPF (consulté le 16 octobre 2011).
10. 1 2 3 4 5  Centre Roger-Ikor, Les sectes, état d'urgence, Éditions Albin Michel S.A., 1995  (ISBN 2-226-07711-1).
11. 1 2  Autres activités de l'Église de Besançon sur son site officiel (consulté le 16 octobre 2011).
12. 1 2 3 4 5  Rapport no 1687, Les sectes et l'argent, par la Commission d'enquête sur la situation financière, patrimoniale et fiscale des sectes, ainsi que sur leurs activités économiques et leurs relations avec les milieux économiques et financiers, Jacques Guyard et Jean-Pierre Brard, 10 juin 1999 (consulté le 18 juin 2010).
13. ↑  Grace Davie, Challenging Religion : Essays in Honour of Eileen Barker - Religious minorities in France, a Protestant perspective, James A. Beckford et James T. Richardson, Londres et New York, 19 juin 2003, 148 pages  (ISBN 0-203-29943-4).
14. ↑  Les sectes : des paradis totalitaires ? Enquête en Alsace, Franche-Comté, Lorraine de Jean-Pierre Stucki et Catherine Munsch, Desmaret, 2000  (ISBN 2-9136-7504-2).
15. ↑  « Rapport fait au nom de la Commission d'enquête sur les sectes — Les sectes en France », Assemblée Nationale, 1995 (consulté le 18 août 2009)
16. ↑  Rapport n°2468 par la Commission d'enquête sur les sectes, Alain Gest et Jacques Guyard, 22 décembre 1995 (consulté le 18 juin 2010).
17. ↑  James R. Lewis, Cults : a reference handbook, ABC-CLIO, 2005, Santa Barbara  (ISBN 1-85109-623-X).
18. ↑  Jean-Paul Willaime, Les États en Europe face à la liberté des confessions et des religions — Débat sur les sectes et perception sociale du religieux en France, sur le journal Conscience et Liberté numéro 59, Association internationale pour la défense de la liberté religieuse, Berne, 2000, 76 pages  (ISSN 0259-0360).
19. 1 2  Massimo Introvigne et John Gordon Melton (direction), Pour en finir avec les sectes, le débat sur le rapport de la commission parlementaire, Centre pour l'étude des nouvelles religions, 1996  (ISBN 88-85237-11-8).
20. ↑  Courrier Juridique des Affaires sociales, mai-juin 1998, page 2.
21. ↑  La fin des listes noires sur le journal Le Point, Artémis, Paris, 23 juin 2005 (consulté le 20 octobre 2011).
22. ↑  Circulaire du Premier ministre du 27 mai 2005 relative à l'abandon de la liste de sectes sur Legifrance.gouv.fr (consulté le 20 octobre 2011).
23. 1 2  L'équipe du CICNS, Courrier à France 2 et Jean-Luc Delarue, Centre d'Information et de Conseil des Nouvelles Spiritualités, 1er juin 2005, « Plus tard nous aurons confirmation de Catherine Picard présidente de l'UNADFI : c'est une secte. (...) Encore une fois ce seul témoignage sans recoupement, sans vérification est-il suffisant pour passer le message à plusieurs millions de téléspectateurs : l'EEPB est une secte dangereuse qui manipule les enfants ? »
24. ↑  Jean-Pierre Geirt, La France aux cent sectes, GECEP, Vauvenargues, mai 1997  (ISBN 2-7443-0049-7).
25. ↑  Annick Drogou, Le Dico des sectes, Centre contre les manipulations mentales, Milan éditions, 1998, 63 pages  (ISBN 978-2-84113-712-1).
26. ↑  Laurent Amiotte-Suchet et Jean-Paul Willaime, La pluie de l'Esprit — Étude sociologique d'une assemblée pentecôtiste mulhousienne : Mission du Plein Évangile. La Porte Ouverte Chrétienne, Groupe de Sociologie des Religions et de la Laïcité, Paris, 14 février 2007, pages 80 à 146.
27. ↑  Christian Bramard, dans le quotidien Le Pays du 27 février 1988, page Région : dossier Christophe Joly.
28. ↑  Le fait du jour, d'Alain Baudion, dans le journal L'Est républicain du 2 décembre 1991 : « Des témoignages ignobles racontent comment on s'est débarrassé d'un cancer du ventre en quelques passes et deux prières. »
29. ↑  Isabelle Monin, Alerte à Chatillon-le-Duc, Tallenay et Devecey, dans le journal L'Est républicain du 2 novembre 1991 : « La Mission, particulièrement virulente et prosélyte, existe depuis 1963. Elle rassemble aujourd'hui quelque 500 adeptes à Besançon, sous la coupe du Pasteur René Kennel, ancien cultivateur ayant suivi une formation théologique de 15 jours. Il a une explication fondamentaliste, au pied de la lettre, de la Bible, se dit capable de guérir par imposition des mains... Le recrutement des adeptes se fait dans la rue par distribution de tracts ou en porte à porte, les "cibles" étant souvent des personnes âgées, des malades ou des dépressifs. »
30. 1 2 3  Massimo Introvigne, Religious Liberty in Western Europe, Centre pour l'étude des nouvelles religions, Washington, 1er décembre 1997.
31. ↑  Lettre à Jean-Paul Willaime, de Daniel Gloecker, le 17 juin 1997.
32. ↑  Pierre Bréchon et Jean-Paul Willaime, Médias et religions en miroir, Presses Universitaires de France, 2000, 272 pages  (ISBN 2130505740).
33. ↑  Émile Poulat, L'Église évangélique de Pentecôte de Besançon : Église ou secte ?, dans le magazine Réforme numéro 2733 du 28 août 1997, page 4  (ISSN 0223-5749).
34. ↑  Courrier du 2 octobre 1998 d'Alain Vivien au nom du CCMM : « Vous avez sans doute de plus amples informations que nous-mêmes puisque vous avez accepté de faire un exposé sur cette « église » lors d'un colloque sur les régulations locales du pluralisme religieux. »
35. ↑  Religion news service, sur le journal The Salt Lake Tribune du 6 décembre 1997, MediaNews Group, Salt Lake City.
36. ↑  Courrier du 4 septembre 1997, à Daniel Gloecker, porte-parole de l'Église bisontine (extrait) : « Votre appartenance à la FPF serait bien évidemment de nature à éclairer définitivement l'opinion publique. »
37. ↑  Article paru dans le journal Le Républicain lorrain, de Jean Tartier, le 15 février 1998 : « Pour l'instant, il n'est pas question qu'ils adhèrent à la Fédération Protestante de France. Nous ne pouvons accepter des gens juste pour les faire sortir du rapport de l'Assemblée Nationale. Nous verrons d'ici quatre ou cinq ans. »
38. 1 2  Christian Seytre, Communiqué de la Fédération Protestante de France à l'intention des Directions d'Églises à propos de l'Église évangélique de pentecôte de Besançon sur Protestant.org, 22 janvier 1998 (consulté le 20 octobre 2011).
39. 1 2  Aspects psychosociologiques et historiques, Regards des grandes religions, par le pasteur Jean-Arnold de Clermont, président de la Fédération Protestante de France (consulté le 18 juin 2010).
40. ↑  American Center for Law & Justice, ECLJ Brings Another Challenge to the Sect Law in France, 20 juin 2007 (consulté le 20 octobre 2011).
41. ↑  Pauline Côté, Chercheurs de dieux dans l'espace public : The media and socio-cultural régulation of religion, 2001, pages 87 et 88.
42. ↑  Site officiel de Vigi-sectes, association chrétienne de prévention et d'aide aux victimes des sectes (consulté le 18 juin 2010).
43. 1 2  Dominique Kounkou et Émile Poulat, Les discriminations religieuses en France : situation à partir des églises chrétiennes d'expression africaine - autres témoignages de discrimination : Pasteur Serret, Église pentecôtiste de Besançon, Éditions L'Harmattan, Paris, 2004, pages 91 à 94.
44. ↑  Régis Deriquebourg, La politique envers les sectes en France après la chute du gouvernement socialiste, Centre pour l'étude des nouvelles religions, avril 2003 (consulté le 20 octobre 2011).
45. ↑  Union nationale des associations de défense des familles et de l'individu, Les sectes et les droits de l'homme - section atteintes au droit de visite et d'hébergement, dans le Bulletin de Liaison et d'Étude des Sectes (BULLES), 1989.
46. 1 2 3 4  Christelle Landheer-Cieslak, L'égalité des identités religieuses : principe ou finalité pour les juges français et québécois de droit civil ?, dans le journal les cahiers de droit volume 47 numéro 2, 20 juin 2006, pages 275 et 276.
47. 1 2  Gérard Klein, Les sectes et l'ordre public, Presses Universitaires de Franche-Comté, 255 pages, 2005,  (ISBN 2-84867-109-2).
48. ↑  Bulletins d'information 1996, Cour de Cassation (N° 289 - Appel civil) sur Courdecassation.fr (consulté le 20 octobre 2011).
49. ↑  Willy Fautré, « The Cult Issue in Western Europe and Religious Intolerance »(Archive.org • Wikiwix • Archive.is • Google • Que faire ?) (consulté le 30 mars 2013), Human Rights Without Frontiers, Washington, 8 juin 1999, page 5.
50. ↑  Régis Deriquebourg, Les stratégies des groupes religieux minoritaires face à la lutte anti-secte française, Centre pour l'étude des nouvelles religions, 2000.
51. ↑  Bernard Blandre, L'Église Évangélique de Pentecôte de Besançon exonérée, dans le journal Mouvements Religieux numéro 246, édité par l'Association d'Étude et d'Information sur les Mouvements Religieux, Sarreguemines, octobre 2000.
52. ↑  Simon Barthélemy, « Des mouvements sectaires actifs dans l'Est de la France »(Archive.org • Wikiwix • Archive.is • Google • Que faire ?) (consulté le 30 mars 2013), sur le journal Le Pays du 23 février 2008,  (ISSN 2102-6890).
53. ↑  (en) « La CEDH condamne la France pour violation de la liberté de pensée », Le Monde,‎ 31 janvier 2013 (lire en ligne, consulté le 2 février 2013)
54. ↑  (en) « Condamnation de la France par trois sectes: "Quoi qu'elles fassent, la cour européenne donne raison aux sectes" », L'Express,‎ 31 janvier 2013 (lire en ligne, consulté le 2 février 2013)
55. ↑  Gestion financière de l'Église selon son site officiel (consulté le 18 juin 2010).